# Chisholm Hills
Chisholm Hills är en kulle i Antarktis. Den ligger i Östantarktis. Nya Zeeland gör anspråk på området. Toppen på Chisholm Hills är 2 537 meter över havet.
Terrängen runt Chisholm Hills är kuperad. Trakten är obefolkad. Det finns inga samhällen i närheten.